# Sektion Aschaffenburg des Deutschen Alpenvereins
Die Sektion Aschaffenburg des Deutschen Alpenvereins (kurz DAV Aschaffenburg) ist eine Sektion des Deutschen Alpenvereins in Aschaffenburg. Die Sektion Aschaffenburg wurde am 16. Dezember 1896 gegründet und ist somit eine der älteren und mit 10.653 Mitgliedern (Stand: 31. Dezember 2024) eine der größeren Sektionen des Deutschen Alpenvereins und der größte Sportverein der kreisfreien Mittelstadt Aschaffenburg.

## Geschichte
Am 16. Dezember 1896 wurde im damaligen Königreich Bayern in der Bezirksstadt Aschaffenburg die Sektion Aschaffenburg des Deutschen und Österreichischen Alpenvereins von 28 Gründungsmitgliedern ins Leben gerufen. Am 1. Januar 1897 wurde die Sektion Aschaffenburg als 218. Sektion ein Mitglied des Deutschen und Österreichischen Alpenvereins.
Im Jahr 1937 leistete die Sektion Aschaffenburg der Sektion Amberg einen Zuschuss von 1300 RM für den Umbau ihrer Amberger Hütte. Mit diesen Mitteln wurden in der Hütte ein „Aschaffenburger Zimmer“ eingerichtet sowie 10 Alpakadecken angeschafft. Die Sektion verfügte zwar nicht über eine eigene Hütte, jedoch erstmals über eine, wenn auch nur indirekte Bergheimat. Damit wurde ein 40 Jahre angestrebtes Ziel wenigstens teilweise verwirklicht. Die Hütte und damit auch das Zimmer wurden am 19. Juli 1938 neuerlich eingeweiht. Erbaut wurde die Hütte im Jahr 1888.
1945 wurde beim Einmarsch der amerikanischen Besatzungstruppen die Sektion, wie alle deutschen Vereine, verboten. Erst am 16. Juni 1947 konnte der Alpenverein in Aschaffenburg nach Absegnung durch die amerikanische Militärregierung durch 30 Anwesende im „Wilden Mann“ wieder ins Leben gerufen werden. Der Hauptverein, nunmehr vom Österreichischen Alpenverein abgetrennt, wurde erst am 21./22. Oktober 1950 durch die „12 Apostel“ in Würzburg unter dem Namen „Deutscher Alpenverein“ (DAV) wiedergegründet.
In der Nachkriegszeit, auch als Phase des Wirtschaftswachstums in Deutschland bekannt, war für die Sektion Aschaffenburg zuerst eine Phase der Konsolidierung und des Neuaufbaus. Die im Krieg verloren gegangenen Einrichtungen wurden nach und nach angeschafft und ein Vereinslokal angemietet. Das Vereinslokal und ein Teil der Vereinsunterlagen wurden bei einem Luftangriff auf Aschaffenburg 1944 zerstört.
Im Jahr 1975 erhält die Sektion Aschaffenburg endlich ein alpines Arbeitsgebiet zugewiesen. Der von der Sektion Aschaffenburg bezuschusste, und in Zusammenarbeit mit der Sektion Kassel und der Sektion Würzburg erstellte Höhensteig zwischen der Karl-von-Edel-Hütte und der Kasseler Hütte in den Zillertaler Alpen wurde im Jahr 1978 fertig gestellt und seitdem von der Sektion betreut. Die Länge des Höhenweges beträgt 14 km, um etwa bei widrigem Wetter oder Konditionsproblemen einem Bergsteiger Unterschlupf zu bieten, stellte die Sektion Aschaffenburg zirka in der Mitte des Höhenweges ein Biwak auf. Diese Nothütte musste im Jahr 2010 abgetragen und 2011 erneuert werden.
Die Kletterer der Sektion fanden in der Nähe von Aschaffenburg nur wenige Möglichkeiten, vernünftig zu trainieren. Weiter entfernte Kletterziele in der Rhön, der Fränkischen Schweiz und im Odenwald standen durch Ausweisung als Naturschutzgebiete nur noch eingeschränkt zur Verfügung, sodass die Sektion eine Kletterwand in einer Sporthalle realisieren musste. Heute existiert ein modernes Kletter- und Boulderzentrum in Aschaffenburg.
Förderlich für das Wachsen der Sektion waren sicherlich die Ausbildung und der Einsatz von Fachübungsleitern, wie Hochtourenführer und Bergwanderführer, vom Jahr 1978 an. Durch diese Fachübungsleiter wurde einmal die Verantwortung des Führers versicherungsrechtlich abgesichert und es konnten den Mitgliedern mehr Tourenwochen und Ausbildungskurse angeboten werden.
Ein wichtiger Aspekt bei diesen Tourenwochen ist die Unterrichtung und Ausbildung der Mitglieder mit dem Ziel, sie in den Stand zu versetzen, um später selbständig eigene Bergtouren sicher durchzuführen zu können. Zunächst spielte sich alles im klassischen Alpenraum ab. Später wurden auch Touren europaweit und in Übersee unternommen.
Das Vortragswesen wurde in der Sektion Aschaffenburg immer weiter professionalisiert. Die Zeit der Vorträge in den nur bedingt hierfür geeigneten Gaststätten fand ihr Ende. Große Säle wie der Bachsaal, ab 1977 der große Saal im Martinushaus und ab und zu die Kultur- und Sporthalle in Haibach waren notwendig, um die interessierten Mitglieder aufzunehmen. Im Rahmen des Vortragsprogrammes haben Weltklassebergsteiger Vorträge in Aschaffenburg gehalten. Stellvertretend einige Namen wie folgt: Anderl Heckmair, Kurt Diemberger, Michael Dacher, Hans Kammerlander, Toni Hiebeler, Reinhold Messner, Peter Habeler, Reinhard Karl, Wolfgang Güllich. Das aktuelle Vortragswesen ist mittlerweile ein fester Bestandteil des kulturellen Angebots der Stadt Aschaffenburg geworden.

## Sektionsvorsitzende
Eine chronologische Übersicht über alle Präsidenten der Sektion seit Gründung.
| Amtszeit  | Präsident            |
| --------- | -------------------- |
| 1896–1898 | Johann Straub        |
| 1899–1902 | Rentamtmann Rohr     |
| 1903–1904 | Karl Kihn            |
| 1905–1921 | Johann Straub        |
| 1922–1925 | Hans Dessauer sen.   |
| 1926–1932 | Hellmut Schmitt-Prym |
| 1933–1935 | Emil Kiechle         |
| 1936–1938 | Hellmut Schmitt-Prym |
| 1939–1944 | Theo Staab           |
| 1945–1947 | ― 1                  |
| 1947–1949 | Heinz Desch          |
| 1950–1969 | Rudolf Münch         |

| Amtszeit  | Präsident                                                      |
| --------- | -------------------------------------------------------------- |
| 1970–1972 | Ludwig Reinhard                                                |
| 1973–2001 | Gerhard Münch                                                  |
| 2001–2003 | Hans-Jürgen Koepp-Bank                                         |
| 2004–2004 | Kommissarische Vertretung durch die 2. Vorsitzende Anne Müller |
| 2005–2017 | Jens Fröhlich                                                  |
| 2018–2021 | Reinhold Burger                                                |
| Seit 2022 | Markus Kunkel                                                  |

Anmerkung

## Mitglieder
| Jahr | Mitglieder |
| ---- | ---------- |
| 1896 | .00028     |
| 1900 | .00058     |
| 1930 | .00160     |
| 1950 | .00160     |
| 1960 | .00220     |
| 1970 | .00400     |
| 1980 | 01.100     |
| 1990 | 02.200     |
| 2010 | 05.551     |
| 2023 | 09.916     |

## Einrichtungen der Sektion

### Biwak
Das Aschaffenburger Biwak ist eine Biwakschachtel der Sektion Aschaffenburg des Deutschen Alpenvereins (DAV). Es liegt in den Zillertaler Alpen in Tirol in Österreich, zwischen Stillupgrund und Sundergrund in der Nähe des Weisskarjöchl auf einer Höhe von 2135 m ü. A., Talort ist Mayrhofen.

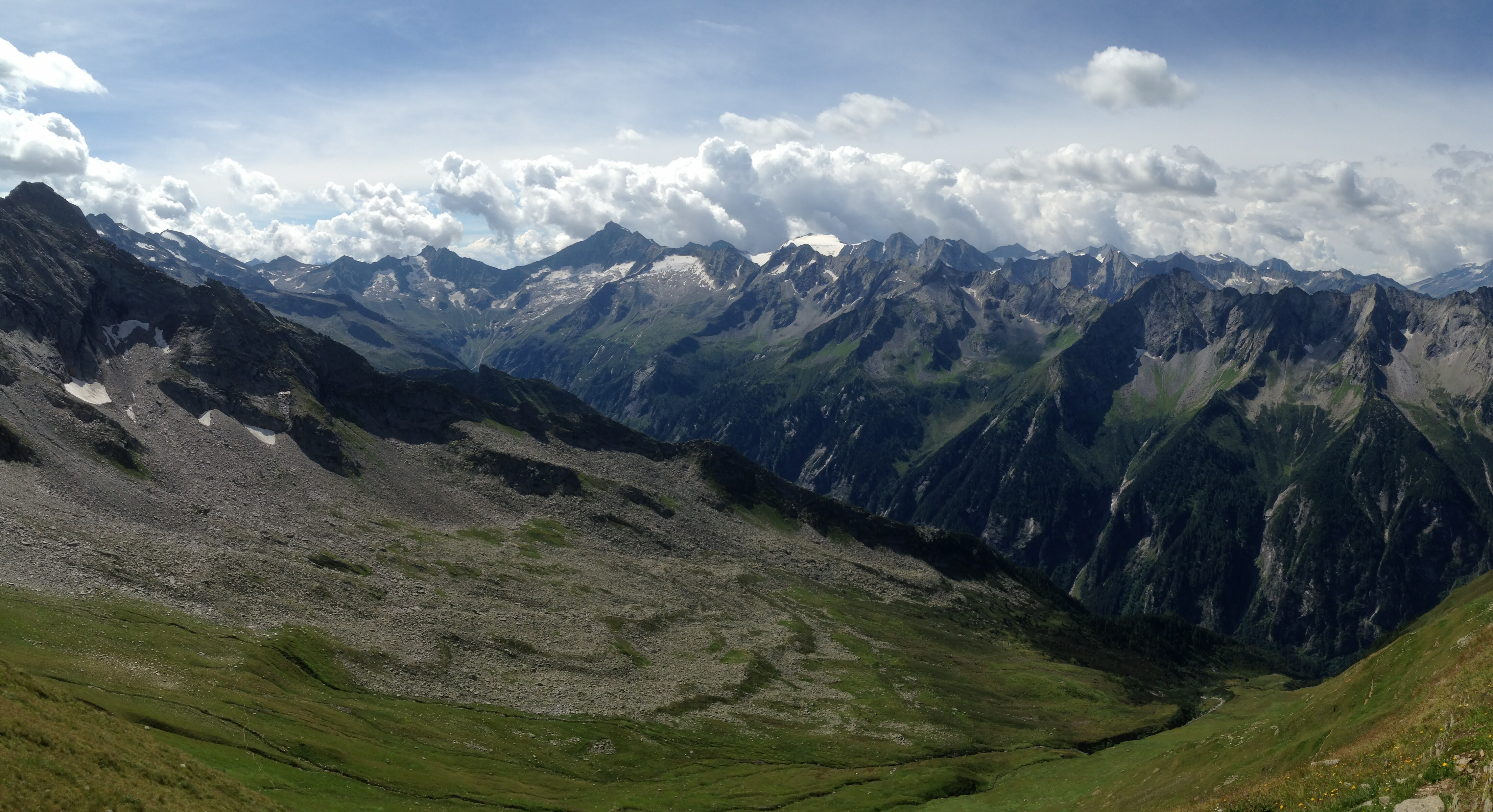
Gebiet des Aschaffenburger Höhenweges, vorne das Poppbergkar

### Aschaffenburger Höhenweg
Der Aschaffenburger Höhenweg, auch Siebenschneidensteig, ist ein hochalpiner Wanderweg in den Zillertaler Alpen im österreichischen Bundesland Tirol und Teil des Berliner Höhenwegs. Auf 14 km Länge müssen „Sieben Schneiden“ überwunden werden. Insbesondere die Sektion Aschaffenburg des Deutschen Alpenvereins betreut diesen Abschnitt des Alpenvereinsweg 519.

### Kletteranlagen
- Kletterzentrum. Die Sektion betreibt eine Kletterhalle in Aschaffenburg. Die Gesamt-Kletterfläche des DAV-Kletter- und Boulderzentrums Aschaffenburg beträgt über 1.200 m². 850 m² dieser Fläche entfallen auf die Kletterwände, ca. 425 m² auf den Boulderbereich.[10][11] Das Kletterzentrum in Aschaffenburg veranstaltet für Bergsportler neben Kletterkursen für Einsteiger und Fortgeschrittene, auch Workshops, in denen Fertigkeiten wie Standplatzbau, Kameradenrettung oder allgemein „Erste Hilfe bei Kletterunfällen“ an der Wand trainiert werden.[12]
- Kletterpfeiler Waldaschaff. 1958 wurde die Autobahn 3 als eine der zentralen Nord-Süd-Verkehrsachsen Deutschlands durch den Spessart gebaut und mit ihr die Kauppenbrücke. Anlässlich des sechsspurigen Ausbaus der Autobahn konnte die Gemeinde die Verlegung der Straße und damit den Rückbau der Brücke erwirken. Es entstand die Idee, die Pfeiler als Kletterpfeiler umzufunktionieren. Aus der Idee wurde Wirklichkeit. Die Kletterpfeiler bieten eine neue Attraktion für Waldaschaff, aber auch ein lohnendes Ziel für Kletterfreunde aus Aschaffenburg und Umgebung.[13][14]
- Klettergarten Bessenbach[15]

## JDAV Alpenverein Sektion Aschaffenburg
Die Jugend des Alpenverein Aschaffenburg bietet vielseitige Möglichkeiten zur Freizeitgestaltung: vom Alpinklettern über Bergsteigen, Bouldern, Kanufahren, Schitouren, Schneeschuhwanderungen, Slackline balancieren, Sportklettern, Tourenplanung, Wandern werden mit professionellem Wissen angeboten. Erlebnis-Freizeiten und Kurzausflüge gehen in diverse Klettergebiete, in die Alpen und nach ganz Europa.

## Angebote für Mitglieder
Das Ausbildungs- und Tourenprogramm der Sektion Aschaffenburg umfasst das ganze Spektrum der alpinen Betätigung: Bergwandern, Begehen von Klettersteigen, Skibergsteigen, Alpiner Skilauf, Klettern in der Halle (Anfänger und Fortgeschrittene), Felsklettern im Mittelgebirge (Anfänger und Fortgeschrittene), Felsklettern in den Alpen (Anfänger und Fortgeschrittene), Mountainbiking, Hochtouren, Trekking. Viermal jährlich erscheinen die Mitteilungen der Sektion Aschaffenburg.

## Bekannte Mitglieder
- Karl Kihn, Arzt, Geschichts- und Heimatforscher.
- Hans Dessauer sen., Industrieller und Politiker.[19]
- Roxana Wienand, Sportkletterin[20]